# Бурчуладзе, Ермолай Евсеевич
Ермил (Ермолай Евсеевич) Бурчуладзе (груз. ერმალოზ (ერმილე) ესეს ძე ბურჭულაძე, 4 октября 1901 года, Самеба, Чохатаурский муниципалитет — 5 сентября 1970 года, Тбилиси) — грузинский советский учёный-историк. Нарком просвещения Грузинской ССР. Ректор Тбилисского государственного университета. Заслуженный деятель наук Грузинской ССР (1962).

## Биография
Окончил Тбилисский государственный университет в 1934 году, затем — аспирантуру там же.
С 1934 года работал старшим научным сотрудником в Институте марксизма-ленинизма. В 1935—1937 годах — декан исторического факультета Горийского педагогического института, в 1937—1938 гг. — нарком просвещения Грузинской ССР, ректор Педагогического института им. Пушкина в 1939—1947 годах, заведующий кафедрой марксизма-ленинизма. Кандидат исторических наук, доктор исторических наук (1950).
С сентября 1953 года по сентябрь 1954 года Бурчуладзе — ректор Тбилисского государственного университета. Преподавал также в Партийной школе, профессор, с 1954 по 1957 год в Научно-политехническом институте.
Депутат Верховного Совета Грузинской ССР I—III созывов.